# Pediomelum castoreum
Pediomelum castoreum là một loài thực vật có hoa trong họ họ Đậu.